# Kraftwerk Fratel
Das Kraftwerk Fratel (portugiesisch Barragem de Fratel) ist ein Laufwasserkraftwerk am Tejo. Es liegt in der Region Mitte Portugals im Distrikt Portalegre. Der Tejo bildet an dieser Stelle die Grenze zwischen den Distrikten Portalegre und Castelo Branco. Etwas unterhalb des Kraftwerks mündet der Fluss Ocreza in den Tejo. Nördlich des Kraftwerks befindet sich die Talsperre Pracana, die den Ocreza aufstaut. Zwischen dem Tejo und dem Stausee der Talsperre Pracana verläuft die Autobahn A23. Die nächstgelegene Ortschaft ist Gardete, das an der A23 liegt.
Das Kraftwerk wurde 1973 (bzw. 1974) in Betrieb genommen. Es ist im Besitz der Companhia Portuguesa de Produção de Electricidade (CPPE).

## Absperrbauwerk
Das Absperrbauwerk ist eine  Gewichtsstaumauer aus Beton mit einer Höhe von 48 m über der Gründungssohle (43 m über dem Flussbett). Die Mauerkrone liegt auf einer Höhe von 87 m über dem Meeresspiegel. Die Länge der Mauerkrone beträgt 240 m. Das Volumen des Bauwerks beträgt 124.000 m³.
Die Staumauer unterteilt sich in ein Maschinenhaus auf der linken Flussseite und eine Wehranlage mit der Hochwasserentlastung auf der rechten Seite. Die Wehranlage besteht aus 6 Toren, über die maximal 16.500 m³/s abgeführt werden können.

## Stausee
Beim normalen Stauziel von 74 m (maximal 76 m bei Hochwasser) erstreckt sich der Stausee über eine Fläche von rund 10 (bzw. 7,3) km² und fasst 92,5 (bzw. 93) Mio. m³ Wasser – davon können 21 Mio. m³ zur Stromerzeugung genutzt werden. Das minimale Stauziel, bei dem die Maschinen noch betrieben werden können, liegt bei 71 m.

## Kraftwerk
Das Kraftwerk Fratel ist mit einer installierten Leistung von 130 (bzw. 132) MW eines der mittelgroßen Wasserkraftwerke Portugals. Die durchschnittliche Jahreserzeugung liegt bei 347,5 (bzw. 327, 357,9 oder 382) Mio. kWh.
Die drei Kaplan-Turbinen des Kraftwerks leisten jede maximal 45,6 (bzw. 43) MW und die Generatoren 50 MVA. Die Nenndrehzahl der Turbinen liegt bei 150/min. Die Generatoren haben eine Nennspannung von 10 kV. In der Schaltanlage wird die Generatorspannung von 10 kV mittels Leistungstransformatoren auf 165,5 kV hochgespannt.
Die minimale Fallhöhe beträgt 17,8 m, die maximale 28,8 m. Der maximale Durchfluss liegt bei 250 m³/s je Turbine.
Das Kraftwerk ist im Besitz der CPPE, wird aber von EDP betrieben.